# Skutell

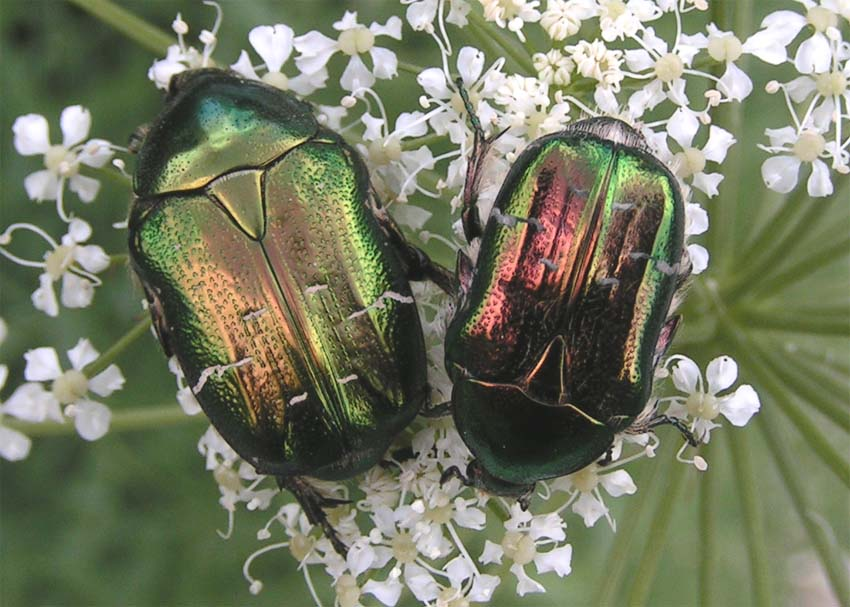
På dessa skalbaggar är skutellen den trekantiga plåten mellan halsskölden och täckvingarna.

Skutell (latinets scutum betyder sköld) är hos skalbaggar den bakre delen av ryggplåten på det andra mellankroppssegmentet. Skutell används även som benämning på motsvarande anatomisk del hos skinnbaggar. Även hos tvåvingar används skutell som benämning på den bakre delen av mellankroppens rygg.
Skutellen hos skalbaggar är triangel- alternativt u-formad och uppbyggd av kitin. Den skall ej förväxlas med de större sköldarna som finns på de flesta sorters skalbaggar, exempelvis nyckelpigan, och som täcker bakkroppen och de underliggande vingarna. Dessa sköldar är istället en form av förhårdnade framvingar. 